# (2295) Матусовский
(2295) Матусовский — астероид главного пояса, который был открыт 19 августа 1977 года советским астрономом Н. С. Черных в Крымской астрофизической обсерватории и назван в честь советского поэта-песенника М. Л. Матусовского.